# Nachal Šachal
Nachal Šachal (hebrejsky: נחל שחל) je vádí v severním Izraeli, cca 12 kilometrů jihozápadně od břehů Galilejského jezera.
Začíná v nadmořské výšce okolo 250 metrů na jižním okraji horského hřbetu Har Javne'el, respektive jeho nejjižnější části, která bývá někdy zvána Ramat Sirin. Jde o neosídlenou náhorní planinu, jejíž odlesněná vrcholová partie je zemědělsky využívána. K jihu i východu se odtud terén prudce propadá. Vádí směřuje k jihu bezlesou suchou krajinou, zařezává se do okolního terénu a rychle sestupuje do příkopové propadliny řeky Jordán, respektive do soutěsky na dolním toku vádí Nachal Tavor, krátce před jeho vyústěním do údolí Jordánu. Poblíž dna tohoto kaňonu pak Nachal Šachal zleva ústí do Nachal Ukal.